# Juegos Deportivos Entrerrianos
Los Juegos Deportivos Entrerrianos son un evento deportivo que se realiza una vez por año en la provincia de Entre Ríos, Argentina, con la organización de la Subsecretaría de Deportes y Turismo Social, la Agencia Entre Ríos Deporte y la Dirección de Deportes de la localidad anfitriona.

## Organización
El Consejo Provincial de Deporte es el encargado de conformar la comisión que deberá garantizar la realización de los juegos año a año. Para esto, y reunida en sesión ordinaria o extraordinaria, deberá designar a uno o más localidades como sede de los Juegos Entrerrianos, con no menos de un año de antelación. 
Las ciudades de la Provincia de Entre Ríos que quieran acoger los juegos, deberán presentar de manera formal su intención ante el Consejo Provincial de Deporte. Si hubiera más de una ciudad interesada, el organismo deberá decidir por votación. En caso de ser más de dos las ciudades, se otorgará la sede a aquella que supere el 50 % de los votos.

## Ciudad sede
Una vez elegida, se deberá conformar una Comisión Organizadora formado por organismos locales en donde estarán representados el deporte y la cultura de la localidad. Ésta asumirá el desafío de llevar adelante la logística, el ceremonial, el traslado de atletas y el alojamiento de estos, entre otras funciones
Sedes en que se desarrollaron los Juegos Deportivos Entrerrianos
AÑO  LOCALIDAD
- 1994 Paraná
- 1995 Concepción del Uruguay
- 1996 Gualeguay
- 1997 Colón - San Salvador - Villaguay
- 1998 La Paz
- 1999 Rosario del Tala
- 2000 Nogoyá
- 2001 Chajarí - Federación
- 2002/2003 No se realizaron
- 2004  Gral Ramírez - Crespo
- 2005 Gualeguaychú
- 2006 Paraná
- 2007 Chajarí
- 2008 Concepción del Uruguay
- 2009 Colón
- 2010 Concordia
- 2011 Gualeguay

## Atletas y deporte
Más de 2000 entrerrianos de entre 13 y 19 años participan de los juegos en alrededor de 20 deportes.